# 科羅薩爾 (波多黎各)

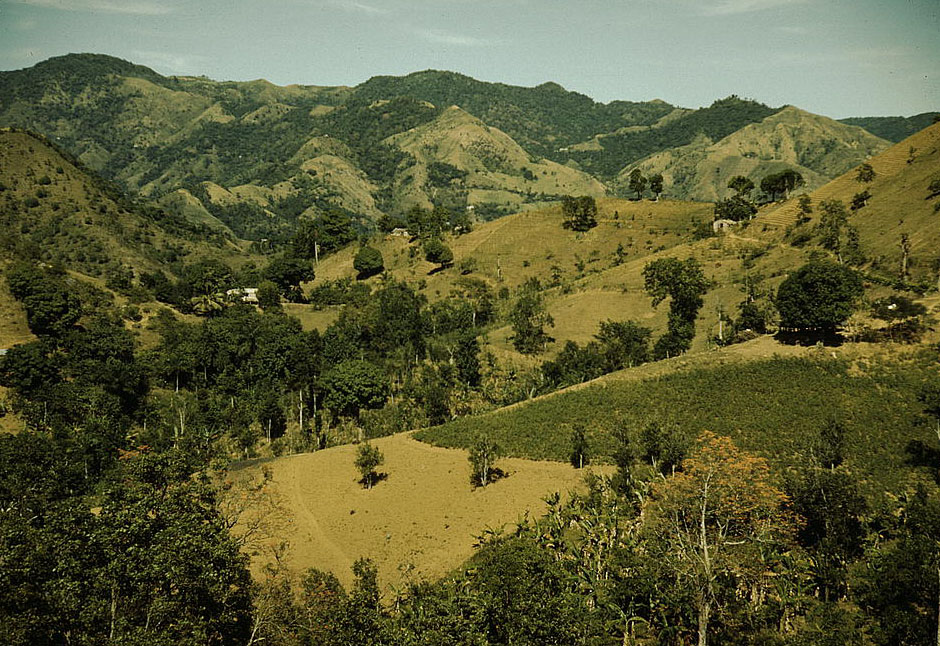

科羅薩爾（西班牙語：Corozal）是波多黎各的城鎮，位於該島中北部，始建於1795年，面積109平方公里，主要經濟活動有農業、手工藝和服務業，2010年人口37,142，人口密度每平方公里340人。

## 外部連結
- Corozal and its barrios, United States Census Bureau